# Аквіль (Манш)
Акві́ль (фр. Acqueville) — колишній муніципалітет у Франції, у регіоні Нормандія, департамент Манш. Населення — 657 осіб (2011).

## Географія
Муніципалітет був розташований на відстані близько 310 км на захід від Парижа, 115 км на північний захід від Кана, 75 км на північний захід від Сен-Ло.

### Клімат
| Клімат Аквіля           | Клімат Аквіля | Клімат Аквіля | Клімат Аквіля | Клімат Аквіля | Клімат Аквіля | Клімат Аквіля | Клімат Аквіля | Клімат Аквіля | Клімат Аквіля | Клімат Аквіля | Клімат Аквіля | Клімат Аквіля | Клімат Аквіля |
| Показник                | Січ.          | Лют.          | Бер.          | Квіт.         | Трав.         | Черв.         | Лип.          | Серп.         | Вер.          | Жовт.         | Лист.         | Груд.         | Рік           |
| Середній максимум, °C   | 8,9           | 8,7           | 10,1          | 11,5          | 14,2          | 16,7          | 18,8          | 19,5          | 18,1          | 15,5          | 12,2          | 10,2          | 13,7          |
| Середня температура, °C | 7,1           | 6,8           | 8,1           | 9,2           | 11,7          | 14,2          | 16,2          | 17,0          | 15,9          | 13,4          | 10,3          | 8,4           | 11,5          |
| Середній мінімум, °C    | 5,3           | 4,9           | 6,1           | 6,9           | 9,2           | 11,6          | 13,7          | 14,5          | 13,6          | 11,3          | 8,5           | 6,5           | 9,3           |
| Днів з опадами          | 13            | 11            | 10            | 9             | 8             | 7             | 6             | 6             | 9             | 12            | 14            | 14            | 119           |
| ----------------------- | ------------- | ------------- | ------------- | ------------- | ------------- | ------------- | ------------- | ------------- | ------------- | ------------- | ------------- | ------------- | ------------- |
| Джерело: www.yr.no      |               |               |               |               |               |               |               |               |               |               |               |               |               |

## Історія
До 2015 року муніципалітет перебував у складі регіону Нижня Нормандія. Від 1 січня 2016 року належав до нового об'єднаного регіону Нормандія.
1 січня 2017 року Аквіль, Одервіль, Бомон-Аг, Бівіль, Бранвіль-Аг, Дігюльвіль, Екюльвіль, Флоттманвіль-Аг, Гревіль-Аг, Еркевіль, Жобур, Омонвіль-ла-Петіт, Омонвіль-ла-Рог, Сент-Круа-Аг, Сен-Жермен-де-Во, Тонневіль, Юрвіль-Накевіль, Ватвіль i Вовіль було об'єднано в новий муніципалітет Ла-Аг.

## Демографія
Динаміка населення (INSEE ):
Розподіл населення за віком та статтю (2006):
| Стать | Всього | До 15 років | 15-24 | 25-44 | 45-64 | 65-85 | Понад 85 |
| --- | ------ | ----------- | ----- | ----- | ----- | ----- | -------- |
| Чоловіки | 312    | 60          | 52    | 88    | 108   | 4     | 0        |
| Жінки | 336    | 68          | 68    | 92    | 88    | 16    | 4        |
| \| Статево-вікова піраміда \| Статево-вікова піраміда \| Статево-вікова піраміда \| \| ----------------------- \| ----------------------- \| ----------------------- \| \| Чоловіки \| Вік \| Жінки \| \| 0 \| 85 + \| 4 \| \| 4 \| 80-84 \| 0 \| \| 0 \| 75-79 \| 8 \| \| 0 \| 70-74 \| 8 \| \| 0 \| 65-69 \| 0 \| \| 16 \| 60-64 \| 8 \| \| 24 \| 55-59 \| 12 \| \| 32 \| 50-54 \| 40 \| \| 36 \| 45-49 \| 28 \| \| 44 \| 40-44 \| 56 \| \| 16 \| 35-39 \| 16 \| \| 8 \| 30-34 \| 8 \| \| 20 \| 25-29 \| 12 \| \| 12 \| 20-24 \| 28 \| \| 40 \| 15-20 \| 40 \| \| 12 \| 10-14 \| 32 \| \| 28 \| 5-9 \| 16 \| \| 20 \| 0-4 \| 20 \| |        |             |       |       |       |       |          |
| Статево-вікова піраміда |        |             |       |       |       |       |          |
| Чоловіки | Вік    | Жінки       |       |       |       |       |          |
| 0 | 85 +   | 4           |       |       |       |       |          |
| 4 | 80-84  | 0           |       |       |       |       |          |
| 0 | 75-79  | 8           |       |       |       |       |          |
| 0 | 70-74  | 8           |       |       |       |       |          |
| 0 | 65-69  | 0           |       |       |       |       |          |
| 16 | 60-64  | 8           |       |       |       |       |          |
| 24 | 55-59  | 12          |       |       |       |       |          |
| 32 | 50-54  | 40          |       |       |       |       |          |
| 36 | 45-49  | 28          |       |       |       |       |          |
| 44 | 40-44  | 56          |       |       |       |       |          |
| 16 | 35-39  | 16          |       |       |       |       |          |
| 8 | 30-34  | 8           |       |       |       |       |          |
| 20 | 25-29  | 12          |       |       |       |       |          |
| 12 | 20-24  | 28          |       |       |       |       |          |
| 40 | 15-20  | 40          |       |       |       |       |          |
| 12 | 10-14  | 32          |       |       |       |       |          |
| 28 | 5-9    | 16          |       |       |       |       |          |
| 20 | 0-4    | 20          |       |       |       |       |          |

## Економіка
2010 року серед 449 осіб працездатного віку (15—64 років) 342 були активними, 107 — неактивними (показник активності 76,2%, у 1999 році було 72,1%). З 342 активних мешканців працювало 315 осіб (174 чоловіки та 141 жінка), безробітними було 27 (8 чоловіків та 19 жінок). Серед 107 неактивних 38 осіб було учнями чи студентами, 47 — пенсіонерами, 22 були неактивними з інших причин.

У 2010 році в муніципалітеті числилось 238 оподаткованих домогосподарств, у яких проживали 660,5 особи, медіана доходів виносила 20 567 євро на одного особоспоживача